# Billy Sherrill
Pour les articles homonymes, voir Sherrill.
Billy Sherrill, né le 5 novembre 1936 à Phil Campbell (Alabama) et mort le 4 août 2015 à Nashville (Tennessee), est un producteur de disques et arrangeur américain qui a travaillé avec de nombreux artistes de musique country, dont Tammy Wynette et George Jones.

## Biographie
Il a travaillé en particulier avec  Shelby Lynne, Marty Robbins, Ray Charles, Elvis Costello, Tanya Tucker, Johnny Cash, Lacy J. Dalton, Ray Conniff, Bob Luman, Andy Williams, Cliff Richard, David Allan Coe, Johnny Paycheck, Janie Fricke, Barbara Mandrell, Barbara Fairchild, etc.
Il a remporté un Grammy Award en 1975 pour la meilleure chanson country A Very Special Love Song.
En 2010, il entre au musée le Country Music Hall of Fame avec Don Williams, Ferlin Husky, et Jimmy Dean.